# Parque nacional Montañas Yarra
El Parque Nacional Montañas Yarra (Yarra Ranges National Park) es un parque nacional en Victoria (Australia), ubicado a 92 km al este de Melbourne.  Comprende las partes altas del Río Yarra y provee gran parte del agua de uso doméstico para la ciudad de Melbourne.
El parque fue establecido en 1995, sin embargo el área ha sido zona protegida por un siglo para proteger la calidad del agua.  Por esta razón, la mayor parte del parque está cerrado para los visitantes.